# El derecho de nacer (1966)
El derecho de nacer é uma telenovela mexicana, produzida pela Televisa e exibida em 1966 pelo Telesistema Mexicano.

## Elenco
- María Rivas
- Eusebia Cosme
- Enrique Rambal
- Anita Blanch